# Landsberg (Fraktion)
Landsberg war der Name einer Fraktion des politischen Zentrums in der Frankfurter Nationalversammlung, die seit September 1848 bestand. Wie bei den meisten Fraktionen der Nationalversammlung bezieht sich der Name auf den üblichen Versammlungsort der Fraktionsmitglieder in Frankfurt am Main. Das Sitzungslokal der Landsberg-Fraktion befand sich in der Bockgasse 12/14 im Gasthaus „Landsberg“.
Die Fraktion war eine Abspaltung der konstitutionell-liberalen Casino-Fraktion und der parlamentarisch-liberalen Württemberger-Hof-Fraktion. Im „Württemberger Hof“ und seiner Abspaltung „Augsburger Hof“ waren Liberale, die eine parlamentarische Monarchie anstrebten, vor allem aus den Mittel- und Kleinstaaten vertreten. In der Landsberg-Fraktion waren liberale gesinnte Abgeordnete, besonders aus dem Südwesten, aus dem rheinischen Bürgertum und der norddeutschen Professorenschaft vertreten. Ihr gehörten Politiker wie Johann Friedrich Christoph Bauer, Carl Otto Dammers, Wilhelm Jordan, Sylvester Jordan, Heinrich von Quintus-Icilius und Maximilian Heinrich Rüder an.
Die Mitglieder dieser Fraktion befürworteten eine starke Zentralgewalt mit einer starken Stellung des Parlaments und wollten daher die Rechte der Einzelstaaten stärker einschränken als die anderen Fraktionen. Sie sprachen sich für eine konstitutionelle Monarchie aus.